# Belleville-en-Beaujolais
Belleville-en-Beaujolais es una comuna francesa situada en el departamento de Ródano, de la región de Auvernia-Ródano-Alpes. Es la cabecera (bureau centralisateur en francés) y mayor población del cantón de su nombre.

## Geografía
Está ubicada en orillas del río Saona, a 45 km al norte de Lyon.

## Historia
La comuna nueva fue creada el 1 de enero de 2019, con la unión de las comunas de Belleville y Saint-Jean-d'Ardières, pasando a estar el ayuntamiento en la antigua comuna de Belleville.